# مليتين
المليتين هو المكون الرئيسي (40-60% من الوزن الجاف) والمادة الرئيسية المسببة للألم في سم نحل العسل (Apis mellifera). و الميليتين هو ببتيد أساسي يتكون من 26 حمضًا أمينيًا.

## الوظيفة
تتمثل الوظيفة الرئيسية للميليتين كعنصر من مكونات سم النحل في إحداث الألم وتدمير أنسجة الدخلاء التي تهدد خلية النحل. ومع ذلك في نحل العسل لا يتم التعبير الجيني عن الميليتين فقط على أنه غدة السم، ولكن أيضًا في الأنسجة الأخرى عند الإصابة بمسببات الأمراض. ويعدّ جزيئي السم الميليتين والسيكابين اللذين يتم التعبير عنهما بشكل مفرط في نحل العسل المصاب بمسببات الأمراض المختلفة، كما و ربما يشيران إلى دور ميليتين في الاستجابة المناعية للنحل بالنسبة للأمراض المعدية.

## البنية
الميليتين هو ببتيد صغير بدون جسر ثنائي كبريتيد؛ الجزء الطرفي N من الجزيء هو في الغالب كاره للماء والجزء الطرفي C محب للماء وأساسي بشدة. في الماء يشكل رباعي القسيمات ولكن يمكنه أيضًا أن يندمج تلقائيًا في أغشية الخلايا.

## آلية العمل
يسبب حقن الميليتين في الحيوانات والبشر الإحساس بالألم. له تأثيرات سطحية قوية على أغشية الخلايا مما يؤدي إلى تكوين مسام في الخلايا الظهارية وتدمير خلايا الدم الحمراء. ينشط الميليتين أيضًا خلايا مستقبلات الألم (مستقبلات الألم) من خلال مجموعة متنوعة من الآليات.
يمكن لميليتين فتح قنوات مستقبلات الألم الحرارية TRPV1 عبر مستقلبات انزيمات الأكسدة الحلقية مما يؤدي إلى إزالة استقطاب خلايا مستقبلات الألم. تؤدي تأثيرات تكوين المسام في الخلايا إلى إطلاق السيتوكينات المؤيدة للالتهابات. كما أنه ينشط فتح القنوات المحتملة لمستقبلات عابرة بوساطة مستقبلات البروتين G المقترنة.
هذا وينظم الميليتين التعبير عن قنوات الصوديوم Nav1.8 و Nav1.9 في خلية مستقبلات الألم مما يتسبب في إطلاق جهد طويل المدى وإحساس بالألم.
الميليتين يثبط بروتين كيناز C ، و Ca2+ / بروتين كيناز II المعتمد على الكالودولين ، كيناز سلسلة خفيفة من الميوسين Na+/K+-ATPase، و  (غشاء synaptosomal). يمنع الميليتين مضخات النقل مثل Na + -K + -ATPase و H + -K + -ATPase.

## سمية لدغة النحل
المليتين هو المركب الرئيسي في سم النحل وهو المسؤول عن احتمالية التعرض للموت بسبب لدغة النحل، والتي تسبب رد فعل تحسسي لدى بعض الناس. في مواقع اللسعات المتعددة يحدث ألم موضعي وتورم واحمرار في الجلد، وإذا ابتلع النحل، فقد يحدث تورم في الحلق والممرات التنفسية والذي بدوره قد يهدد الحياة.

## الاستخدام
تم استخدام العلاج بسم النحل في الطب التقليدي لعلاج الاضطرابات المختلفة، وعلى الرغم من أن السمية غير النوعية قد حدت من البحث العلمي حول آثاره المحتملة.